# René Bauden
René Jean Elie Bauden (Watten, 16 luglio 1918 – Thonon-les-Bains, 30 ottobre 2011) è stato un militare e aviatore francese, particolarmente distintosi nel corso della seconda guerra mondiale. Decorato con la Croce di Ufficiale della Legion d'onore, l'Ordre de la Libération e la Croix de guerre 1939-1945.

## Biografia
Nacque a Watten, nel dipartimento del Nord, il 16 luglio 1918, figlio di un contabile. Impiegato postale, allo scoppiò la seconda guerra mondiale prestava servizio militare nell'Armée de l'air. Nel dicembre 1939 partì per il Libano e la Siria, dove frequentò i corsi per allievi sottufficiali.
Sergente meccanico di stanza a Damasco al momento della firma dell'armistizio del 22 giugno 1940, si rifiutò di accettare la sconfitta. Con un piccolo gruppo formatosi attorno al sottufficiale Cornez, disertò in camion il 29 giugno 1940 per unirsi agli inglesi in Transgiordania e continuare la lotta.
Fu arruolato nella Royal Air Force il 1° luglio a Heliopolis, e poi assegnato ad Aden alla prima delle tre piccole unità aeree francesi formate in seno alla RAF: la French Bomber Flight no.1.
Il gruppo, che comprendeva una quindicina di volontari francesi al comando del capitano Jacques Dodelier, si stabilì ad Aden prima di essere incorporato nel No.8 RAF Squadron. Nel marzo 1941, si addestrò come radiotelegrafista e partecipò alla campagna d'Eritrea, effettuando 5 missioni a lungo raggio su Massaua prima che lo squadron di Aden venisse sciolto.
Arruolatosi nelle Forces aériennes françaises libres (matricola 31054) il 31 maggio 1941,  fu assegnato al Gruppo di bombardamento di riserva n. 1 (GRB 1) agli ordini del tenente colonnello de Marmier e poi trasferito, al momento della sua creazione nell'ottobre 1941, al Groupe de bombardement Lorraine, nella Escadrille "Nancy".
Partì per la Libia dove effettuò 40 missioni di bombardamento e si distinse in particolare il 20 dicembre 1941 abbattendo uno dei due Messerschmitt Bf  109 che attaccavano il suo aereo isolato, pilotato da Yves Ezanno. A bordo del Bf 109 abbattuto vi era l'asso dell'aviazione Hans-Joachim Marseille.
Tornato in Inghilterra, promosso sergente maggiore, moltiplicò le operazioni sul fronte occidentale con il Groupe de bombardement Lorraine. Prestò servizio prima nell'equipaggio del capitano Ezanno, poi in quello di Arnaud Langer con Pierre Mendès-France come osservatore, al quale successe Romain Gary. Effettuò 42 missioni, tra cui diverse come radio-radar del gruppo e 5 in volo a bassa quota, principalmente su Francia e Germania. Promosso sottufficiale, fu più volte citato per la sua straordinaria compostezza.
Nel febbraio del 1945 lasciò il Groupe de bombardement Lorraine per il Groupe de transport 1/5  operante sul Douglas C-47 Dakota/Skytrain. Concluse la  guerra con il grado di sottotenente e con 610 ore di volo, tra cui quasi cento missioni e 185 ore di volo di guerra.
Ritornato alla vita civile nell'ottobre del 1945,  riprese il suo lavoro nelle Poste francesi, dove concluse la sua carriera nel 1978 come controllore di divisione.
Si spense il 30 ottobre 2011 a Thonon-les-Bains, e il suo corpo fu poi sepolto ad Anthy-sur-Léman in Alta Savoia.

### Annotazioni
1. ↑  Durante una missione il 25 gennaio 1944, a bordo di un bombardiere, ricoprì il ruolo di mitragliere e Romain Gary quello di osservatore. Al ritorno dalla missione, l'aereo fu preso di mira dalla contraerea. Il parabrezza del bombardiere si frantumò, ferendo gli occhi il pilota. Romain Gary fu colpito allo stomaco da una scheggia e perse conoscenza. René Bauden fu l'unica persona a bordo in grado di riportare l'aereo alla base. Grazie alla guida del pilota e al suo coraggio, riuscì nell'impresa di atterrare. Nel suo libro Les Morsures de l'aube, Romain Gary si attribuisce la versione romanzata dell'impresa.

### Fonti
1. 1 2 3 4 5 6 7 8 9 10 11 12  Ordre de la Liberation.
2. 1 2  Français Libres.
3. 1 2 3  (FR) Jean-Christophe Notin, 1061 compagnons : Histoire des Compagnons de la Libération, Paris, Éditions Perrin, 2000, ISBN 2-262-01606-2.
4. 1 2 3  (FR) Vladimir Trouplin, Dictionnaire des Compagnons de la Libération, Bordeaux, Elytis, 2010, ISBN 2-356-39033-2.
5. 1 2 3 4 5 6 7 8 9 10 11 12  Traces of War.